# Karhunsuo
Karhunsuo är en sumpmark i Finland. Den ligger i Kouvola i landskapet Kymmenedalen, i den södra delen av landet, 140 km nordost om huvudstaden Helsingfors.